# Tatsuya Yoshikawa
Tatsuya Yoshikawa est un concepteur de personnage de jeu vidéo, embauché par Capcom pour dessiner les personnages de Breath of Fire III sorti en 1997.
Il travaille toujours actuellement pour l'entreprise.

## Travaux
- 1997 : Breath of Fire III, Capcom Co., Ltd.
- 2002 : Disney's Magical Mirror Starring Mickey Mouse, Nintendo Co., Ltd.
- 2002 : Clock Tower 3, Capcom Co., Ltd.
- 2003 : Mega Man X7, Capcom Co., Ltd.
- 2003 : Breath of Fire: Dragon Quarter, Capcom Entertainment, Inc.
- 2004 : Mega Man X8, Capcom Entertainment, Inc.
- 2005 : Haunting Ground, art work, Capcom Co., Ltd.
- 2006 : Mega Man Powered Up, Capcom Co., Ltd.